# トヨタ・アリオン

アリオン（ALLION、傲瀾）は、トヨタ自動車が製造・販売していた4ドアセダン型乗用車である。
現在は、中国第一汽車集団とトヨタ自動車の合弁会社一汽豊田が製造・販売している。

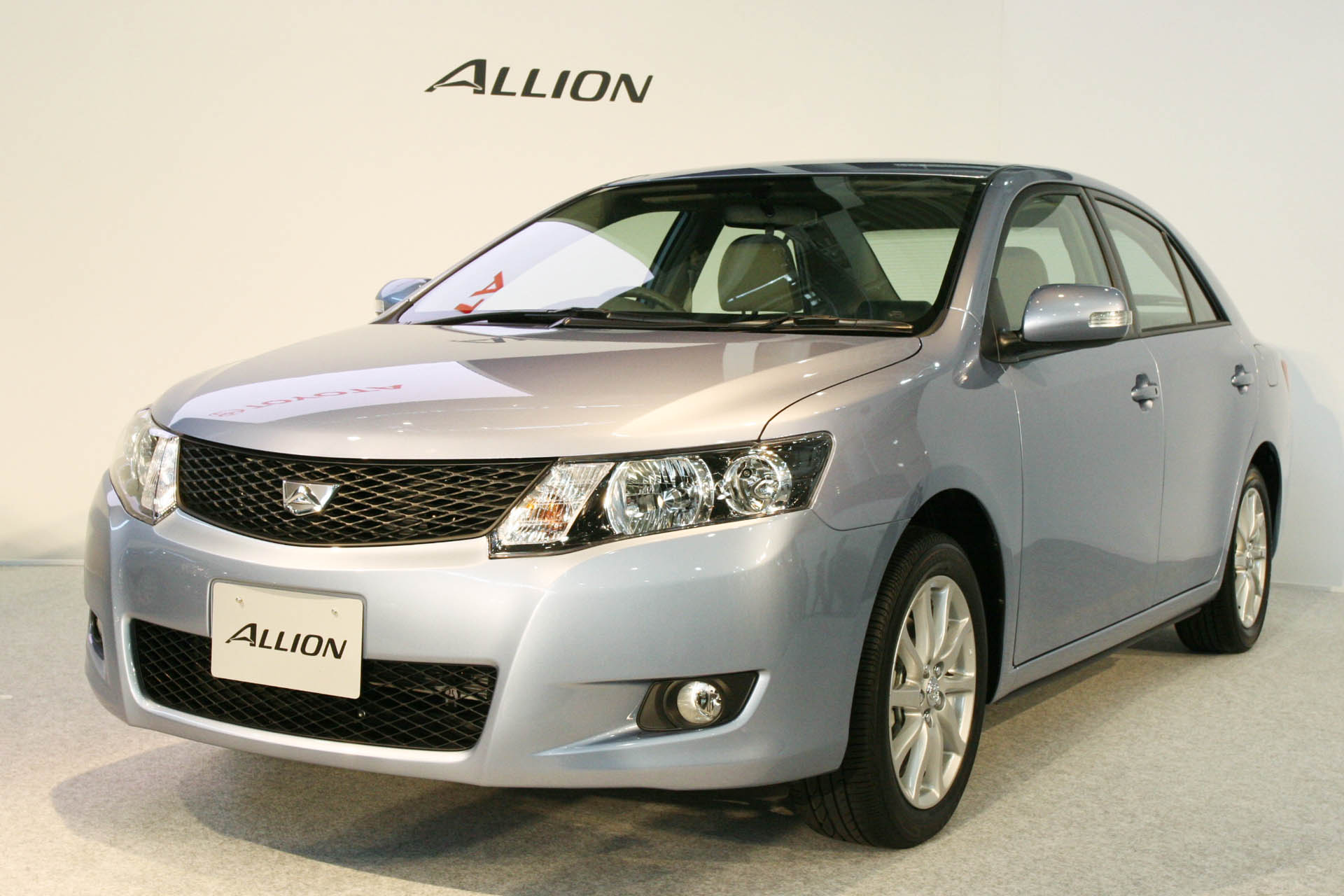
トヨタ・アリオン（2代目・2007年販売型）

## 概要
カリーナの後継車種として、姉妹車でコロナの後継車種であるプレミオとともに、2001年12月に発売。2,700mmのロングホイールベースによる、クラストップレベルの室内の広さを売りにしており、またセダンでありながらダブルフォールディングやリクライニングといった機構を備えたリヤシートが特徴である。

## 初代 T24#型（2001年 - 2007年）

### 年表
- 2001年（平成13年）12月25日 - カリーナの後継車として市場に投入された。プレミオと基本部分は共通としつつ、若干差別化された姉妹車である。プレミオは60代以上の年輩ユーザー（2001年当時）の嗜好に合わせた落ち着いたキャラクターであるが、アリオンはスポーティーなキャラクターが与えられ、ディーラーオプションでエアロパーツやTRD Sportivoローダウンスプリングなどが設定されていた[注 1]。姉妹車のプレミオ同様、マニュアルトランスミッション車の設定は無い。自動車教習所教習車としての導入実績もある。発売から1か月間で月販目標（約3,500台）の2倍を超える約9,000台（プレミオは約11,000台）の受注があった。
- 2002年（平成14年）
  - 10月22日 - 「A15」と「A18」の装備を厳選し、ベースモデルより10万円引き下げた「スタンダードパッケージ」を追加設定する。
  - 12月2日 - 発売1周年を記念し「A15"Gパッケージ"」を追加。オプティトロンメーター、CD・カセット一体AM/FMマルチ電子チューナー付ラジオ&6スピーカー、ラグジュアリータイプのファブリックシート表皮などを装備して使用感・高級感を高めながらも割安な価格設定とした。内装色のアイボリーを「A15"Gパッケージ"」、「A18"Gパッケージ"」、「A20」すべてのボディカラーに設定する。
- 2003年（平成15年）4月1日 - 「A15」・「A18」をベースとした特別仕様車「A15"Gパッケージ・リミテッド"」、「A18"Gパッケージ・リミテッド"」を発売。「Gパッケージ」の装備に加え、スエード調の専用シート表皮、本革巻き&木目調3本スポークステアリングホイール、本革巻きシフトレバーノブなどを装備して高級感を演出した。
- 2004年（平成16年）
  - 4月19日 - 特別仕様車「A15"Gパッケージ・リミテッド"」、「A18"Gパッケージ・リミテッド"」を再発売。オーディオレス仕様、ティントグリーン処理の専用ヘッドランプエクステンション、UVカット機能付プライバシーガラス（リアドアガラス及びバックドアガラス）、ガラスプリントTVアンテナなどを特別装備し、機能を充実させた。
  - 12月20日 - マイナーチェンジ。フロントまわりやリアコンビネーションランプのデザインを変更してよりスポーティなデザインとなった。新デザインの15インチアルミホイールの採用やボディカラーに新色を追加し、車速感応式ドアロック、ガラスプリントアンテナ、クリーンエアフィルター（花粉除去タイプ）、天井照明付バニティミラー、シートベルトの非着用をランプとブザーで警告するシートベルトリマインダーが全車に標準装備された。一部グレードではマルチインフォメーションディスプレイ、ゲート式シフトレバーノブ、雨滴感知機能を追加したフロントワイパーを採用する。オプションのDVDボイスナビゲーション付ワイドマルチAVステーションをG-BOOK対応モデルに変更した。排出ガスのクリーン化も行い、1.8Lの前輪駆動車は「平成17年基準排出ガス75%低減レベル（☆☆☆☆）」、2.0L車は「平成17年基準排出ガス50%低減レベル（☆☆☆）」をそれぞれ取得した。
- 2005年（平成17年）10月11日 - 「A15」と「A18」をベースとした特別仕様車「A15"Gパッケージ・プレミアム"」、「A18"Gパッケージ・プレミアム"」を発売。「Gパッケージ」の装備と木目調+本革巻き3本スポークステアリングホイール、ディスチャージヘッドランプ（プロジェクターロービーム、オートレベリング機能付）、雨滴感知式ウォッシャー連動間欠フロントワイパーなどを装備して高級感を高めた。
- 2006年（平成18年）8月7日 - トヨタ店のチャネル創立60周年を記念した特別仕様車「A15"Gパッケージ・60thスペシャルエディション"」、「A18"Gパッケージ・60thスペシャルエディション"」を発売。トヨタ店のチャネルカラーである「トヨタボルドー」をイメージした専用のボディカラー（ボルドーマイカ）、専用シート表皮、ヘッドランプエクステンション、オリジナルキーボックス、スモーク調フロントグリル、メッキを施したアウトサイドドアハンドルとドアベルトモール、木目調&本革巻3本スポークステアリングホイール、UVカットプライバシーガラス（リアドア）&ソフトプライバシーガラス（バックウィンドウ）等を装備した。

### 型式
- NZT240 1500cc/前輪駆動モデル
- ZZT240 1800cc/前輪駆動モデル
- ZZT245 1800cc/四輪駆動モデル
- AZT240 2000cc/前輪駆動モデル

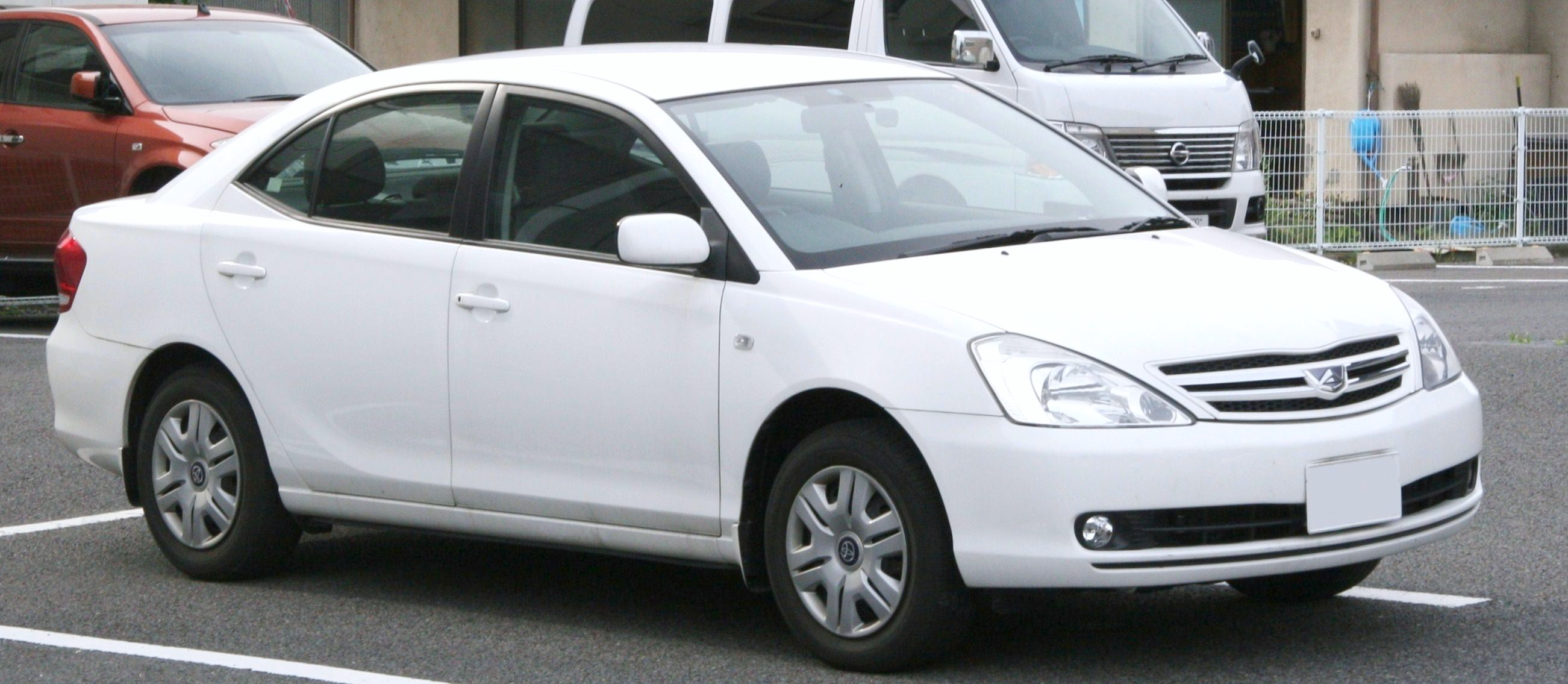
後期型 フロント （2004年12月 - 2007年6月）
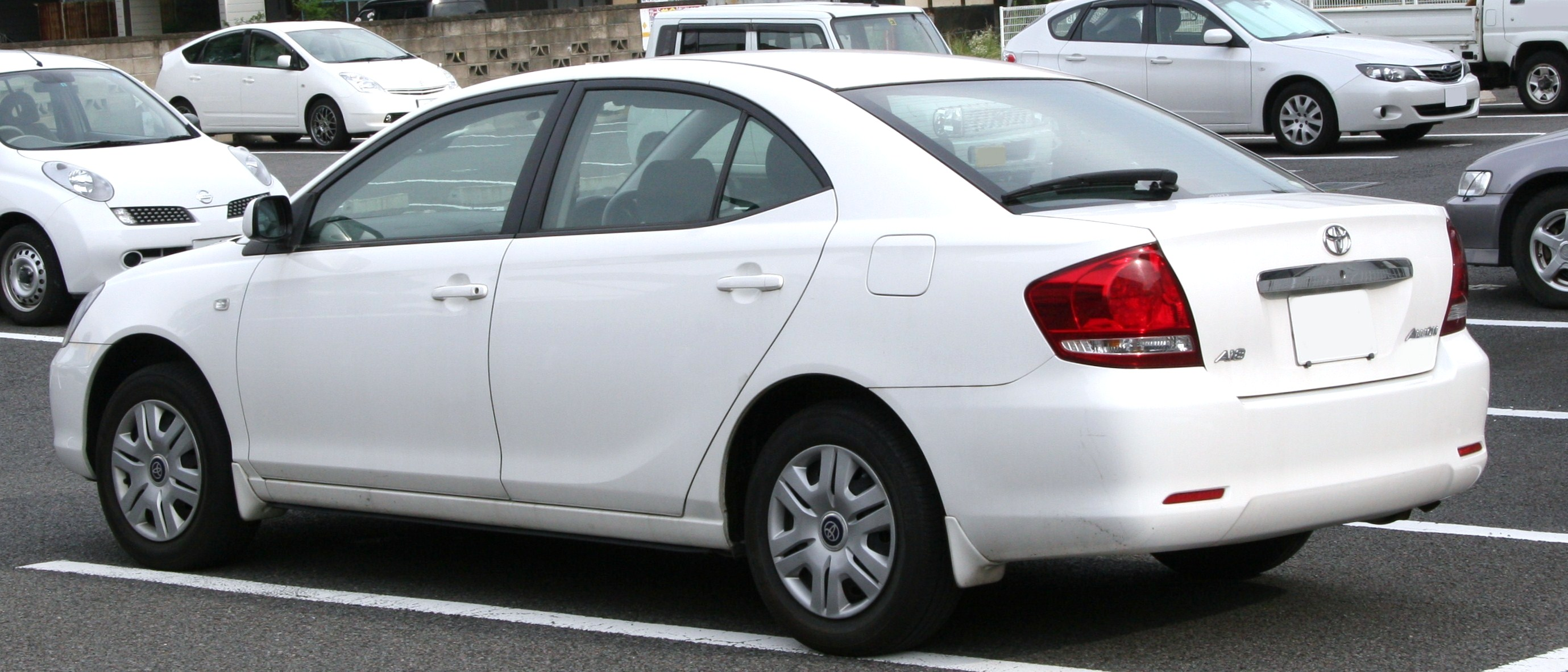
後期型 リア
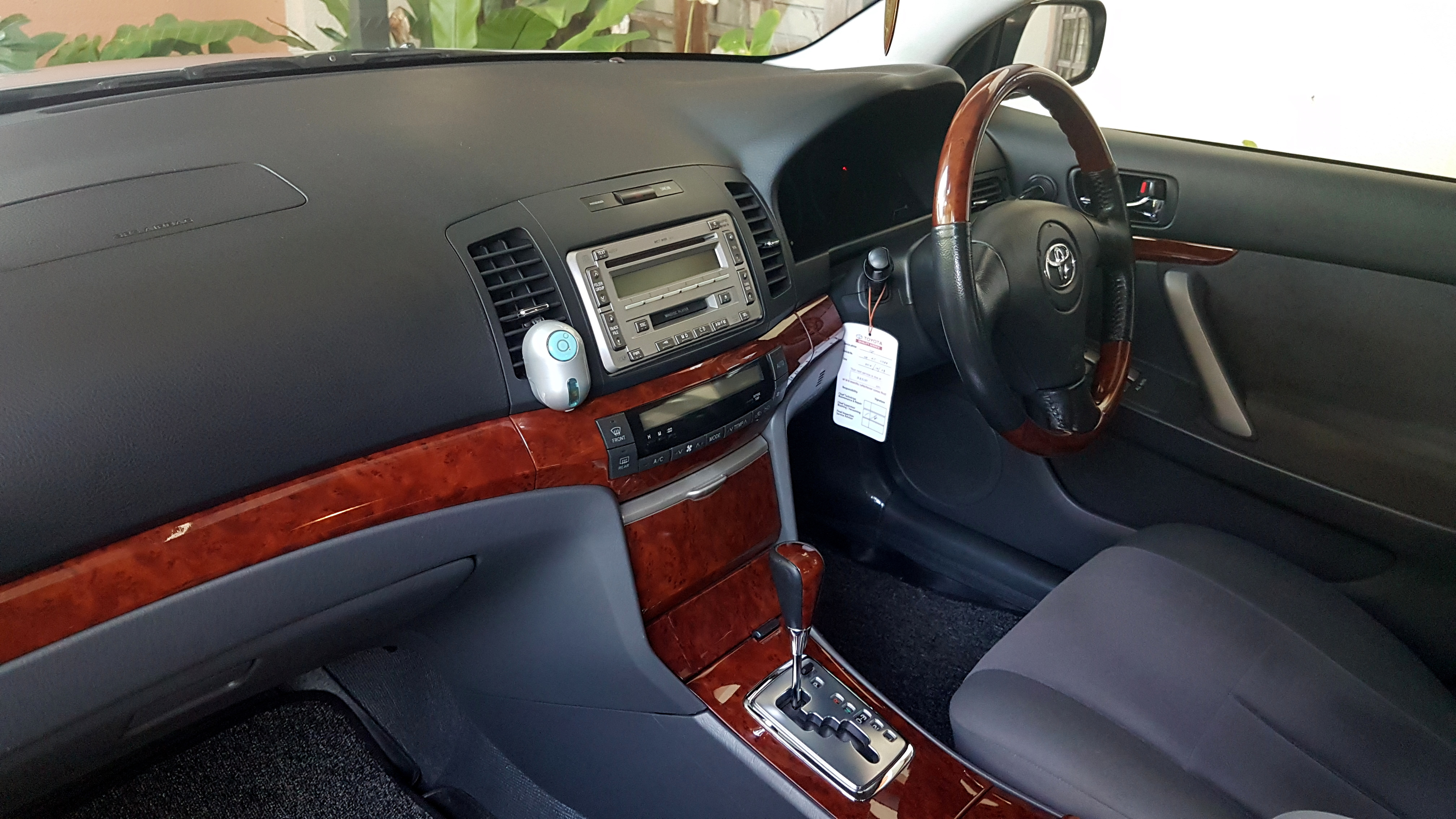
A18"Gパッケージ・60thスペシャルエディション" インテリア （2006年8月 - 2007年6月）

## 2代目 T26#型（2007年 - 2021年）

### 概要
プラットフォームは先代240系のキャリーオーバー。先代とボディサイズはそれほど変わらないが、室内長・室内幅を拡大し、ゆとりのある室内空間となった。
ボディはプレミオと共通であるが、プレミオより若々しくスポーティな外観となっている。先代同様、ディーラーオプションでエアロパーツやローダウンスプリングなどが引き続き用意された。なお、2016年6月改良型よりプレミオとほぼ同一のラグジュアリー色の濃いキャラクターに路線変更され、エアロパーツ等のオプション設定も同時に廃止された。
メーカーオプションのナビゲーションはG-BOOK mX対応のHDDナビゲーションに変更し、全車にスマートエントリー&スタートシステムを装備した。高張力鋼板を採用した軽量・高剛性ボディやトランスミッションにSuper CVT-iを採用して静粛性を高めると共に、排出ガスのクリーン化により全車が「平成17年度基準排出ガス75%低減レベル（☆☆☆☆）」を取得。さらに、1.5 L・前輪駆動車と1.8 L・四輪駆動車で「平成22年度燃費基準+10%」を達成した。

### 年表
- 2007年（平成19年）6月4日 - フルモデルチェンジ[1]。
- 2008年（平成20年）
  - 1月8日 - 2.0 Lエンジン搭載車を追加[2]。エンジンは「バルブマチック」搭載の3ZR-FAE型を搭載。「平成17年度排出ガス基準75%低減レベル（☆☆☆☆）」と「平成22年度燃費基準+20%」を同時に達成する。高遮音性のあるフロントウィンドシールドガラスやクルーズコントロール、シャープ製のプラズマクラスターを標準装備し、先代同様「A15」と「A18」の一部装備を簡素化した「スタンダードパッケージ」を追加設定した。
  - 9月2日 - 特別仕様車「A15"Gパッケージ スタイリッシュエディション"」、「A18"Gパッケージ スタイリッシュエディション"」を発売[3]。「A15"Gパッケージ"」、「A18"Gパッケージ"」をベースに、グレーメタリック加飾フロントグリル、本革巻き・木目調ステアリング、本革巻きシフトノブ等を特別装備。ボディカラーは専用色の「グレーメタリック」を含む4色を設定した。
- 2009年（平成21年）10月2日 - 一部改良[4]（10月13日発売）。1.5 L車全グレードにおいて、タイヤおよびホイールをそれぞれ14インチから15インチに変更、エンジン・トランスミッション・オルタネーター等の制御改良、燃費向上（0.6km/L向上）により「平成22年度燃費基準+15%」を達成した。また、「A15」をベースに「Gパッケージ」装備とディスチャージヘッドランプ（ロービーム、オートレベリング機能付）、グレーメタリック加飾専用フロントグリル、本革巻きシフトノブ、本革巻き&木目調4本スポークステアリングホイールなどを装備した特別仕様車「A15"Gパッケージ スペシャルエディション"」を発売した。
- 2010年（平成22年）
  - 4月20日 - マイナーチェンジ[5]。1.8 L車にもバルブマチック付エンジン（2ZR-FAE型）を搭載。併せて充電制御も搭載して燃費が向上[注 3]した事で、前輪駆動車は「平成22年度燃費基準+15%」、四輪駆動車は「平成22年度燃費基準+20%」をそれぞれ達成。フロントはめっき処理を施した横バー基調のラジエーターグリルと丸形3連ヘッドランプ、フォグランプ一体型ロアグリルを採用し、精悍な表情と低重心でワイドな構えを表現、15インチアルミホイールのデザインも変更した。"Sパッケージ"にはサイドマットガードの専用装備などより、スポーティ感を増した。ボディカラーには新たにベージュメタリックを追加し、内装ではシート表皮の色と柄、木目調パネルをダークブラウンにそれぞれ変更した。「A15/A15"Gパッケージ"」、「A18/A18"Gパッケージ"」、「A20」において装備内容の見直しを行い[注 4]、価格を引き下げた。
  - 5月24日 - 1.5 L車を一部改良[6]（6月1日発売）。1.5 L車においてエンジン・トランスミッション制御の改良を実施。これに伴い燃費が向上し「平成22年度燃費基準+25%」を達成した。
  - 12月6日 - 特別仕様車「A15"HID Edition"」、「A18"HID Edition"」、「A18"Gパッケージ・Luxury Edition"」を発売[7]。「"HID Edition"」は、「A15」・「A18」をベースに、ディスチャージヘッドランプ、ブラックのドアサッシ、本革巻き4本スポークステアリングホイール&シフトノブを装備。「"Luxury Edition"」は、「A18」をベースに「Gパッケージ」の装備、ディスチャージヘッドランプ、本革巻き+本木目4本スポークステアリングホイール、本革巻きシフトノブ、グリップ式メッキアウトサイドドアハンドル、運転席8ウェイパワーシート（ランバーサポート付）、ハイラグジュアリーファブリックのシート表皮を装備した。
- 2011年（平成23年）10月3日 - 特別仕様車「A15"Gパッケージ・Limited"」、「A18"Gパッケージ・Limited Power-Seat Edition"」を発売[8]。「"Gパッケージ・Limited"」は、「A15」をベースに"Gパッケージ"の装備に加え、プロジェクター式ディスチャージヘッドランプ（ロービーム、オートレベリング機構付）、メッキドアベルトモールディング、グリップ式メッキアウトサイドドアハンドル、本革巻き+木目調4本スポークステアリングホイール、本革巻きシフトノブ、UVカット機能付プライバシーガラス（リヤドア・バックウインドゥ）を装備した。また「"Gパッケージ・Limited Power-Seat Edition"」は、「A18」をベースにGパッケージの装備、及び「A15"Gパッケージ・Limited"」の特別装備に加え、運転席8ウェイパワーシート（ランバーサポート付）と専用ファブリックシート表皮を装備した。
- 2012年（平成24年）12月4日 - 一部改良[9]。エンジンの燃焼効率向上やフリクション低減により燃費が向上し、JC08モード燃費に対応して1.5 L車は平成27年度燃費基準を達成。「A15」・「A18」を除く全グレードにステアリングスイッチを標準装備、インテリアでは木目調パネル、シート表皮、内装色の変更を行うなど高級感を演出、ボディカラーは新色のクリアーストリームメタリックを含む7色を設定する。併せて、グレード体系の見直しを行い、「A18」・「A20」に設定されていた"Sパッケージ"を廃止し、「A15」・「A18」には"G-plusパッケージ"を、「A20」には本革（パーフォレーション&ギャザー仕様）を採用した"LEATHERパッケージ"をそれぞれ追加する。"G-plusパッケージ"と「A20"LEATHERパッケージ"」ではナノイーやスーパーUVカットガラス（フロントドア）、ディスチャージヘッドランプ、本革巻き+木目調ステアリングホイール、スマートエントリー&スタートシステム+盗難防止システム等も標準装備している。また、今回の改良でドアミラーカウルの形状が3代目ヴィッツ、および国内向け11代目カローラシリーズ（3代目フィールダー、および2代目アクシオ）と共通のものに変更され、それに伴いドアミラーウインカーがLEDからコスト削減の理由で[要出典]白熱球になった。
- 2014年（平成26年）9月29日 - 一部改良[10]。1.5 L車にアイドリングストップ機構「Toyota Stop & Start System」を標準搭載し、燃費を向上。「平成27年度燃費基準+10%」を達成する。また、全車にS-VSCとヒルスタートアシストコントロールを標準装備し、1.8 L車に設定の四輪駆動車は走行状態に合わせて最適なトルクを後輪に配分する電子制御式アクティブトルクコントロール四輪駆動を採用する。
- 2016年（平成28年）6月13日 - マイナーチェンジ[11]。外観は大幅に意匠を変更し、プレミオと基本デザインを共通化。フロントグリルは細かなメッシュグリルを、リアコンビネーションランプは奥行き感を持たせた造形とし、ストップランプは6眼デザインとした。ボディカラーには新色の「ブラキッシュアゲハガラスフレーク」を含む5色を追加し、8色展開となる。内装はインパネのセンタークラスターからシフトレバー付近までの形状を変更し、メーターは照明色とメーター指針を白で統一し、4.2インチカラーTFT液晶を搭載して一新。内装色もファブリックシートは従来のアイボリーからフラクセンに、本革シートにはブラウンを採用する。安全面も強化し、衝突回避支援型プリクラッシュセーフティ、レーンディパーチャーアラート、オートマチックハイビームをパッケージ化した衝突回避支援パッケージ「Toyota Safety Sense C」やインテリジェントクリアランスソナーを「A15」・「A18」にメーカーオプション設定、「A15」・「A18」の「Gパッケージ」・「G-plusパッケージ」及び「A20」「A20"G-plusパッケージ"」に標準装備する。なお、このマイナーチェンジでメーカーオプション、ディーラーオプションに関わらずエアロパーツおよびローダウンスプリングの設定が廃止された。
- 2018年（平成30年）4月 - 衝突回避支援パッケージの名称を「Toyota Safety Sense C」から、「Toyota Safety Sense」に変更[12]（公式発表なし）。
- 2019年（令和元年）12月2日 - 仕様変更（公式発表なし）。WLTCモード走行による排出ガス並びに燃料消費率に対応。なお、排出ガスは「平成30年排出ガス規制適合」となり、従来まで貼られていた「低排出ガス車」ステッカーは貼られなくなった。また、「A15」・「A18」では「Toyota Safety Sense」を標準装備とした（これにより、全グレード標準化を達成）。
- 2020年（令和2年）
  - 5月1日（補足）- 東京都を除く全ての地域での全車種併売化にともない、トヨペット店、トヨタ西東京カローラを除くカローラ店、ネッツトヨタ多摩・ネッツトヨタ東都を除くネッツ店での販売を開始。なお、大阪トヨペットでは、名称変更に伴う大阪トヨタへの移行以来、約13年9ヶ月ぶりの取扱再開となった。また、姉妹車のプレミオも一緒に取り扱う。
  - 9月 - 2.0 L車廃止（公式発表なし）。
- 2021年（令和3年）
  - 3月31日 - 生産終了[13]。同時に公式ホームページからも削除された。
  - 4月25日 - 販売終了。これにより、トヨタは日本市場において基幹クラスの5ナンバーセダンから完全撤退する形となり、アリオンは通算で20年（初代カリーナから通算して51年）の歴史に幕を下ろした。同社の今後の基幹車種としては、既存のCセグメントクラスに属する12代目（E210/EA10型）カローラセダン、または既存のハイブリッド専用ハッチバックセダンのプリウス（PHV含む）がその役割を担う。

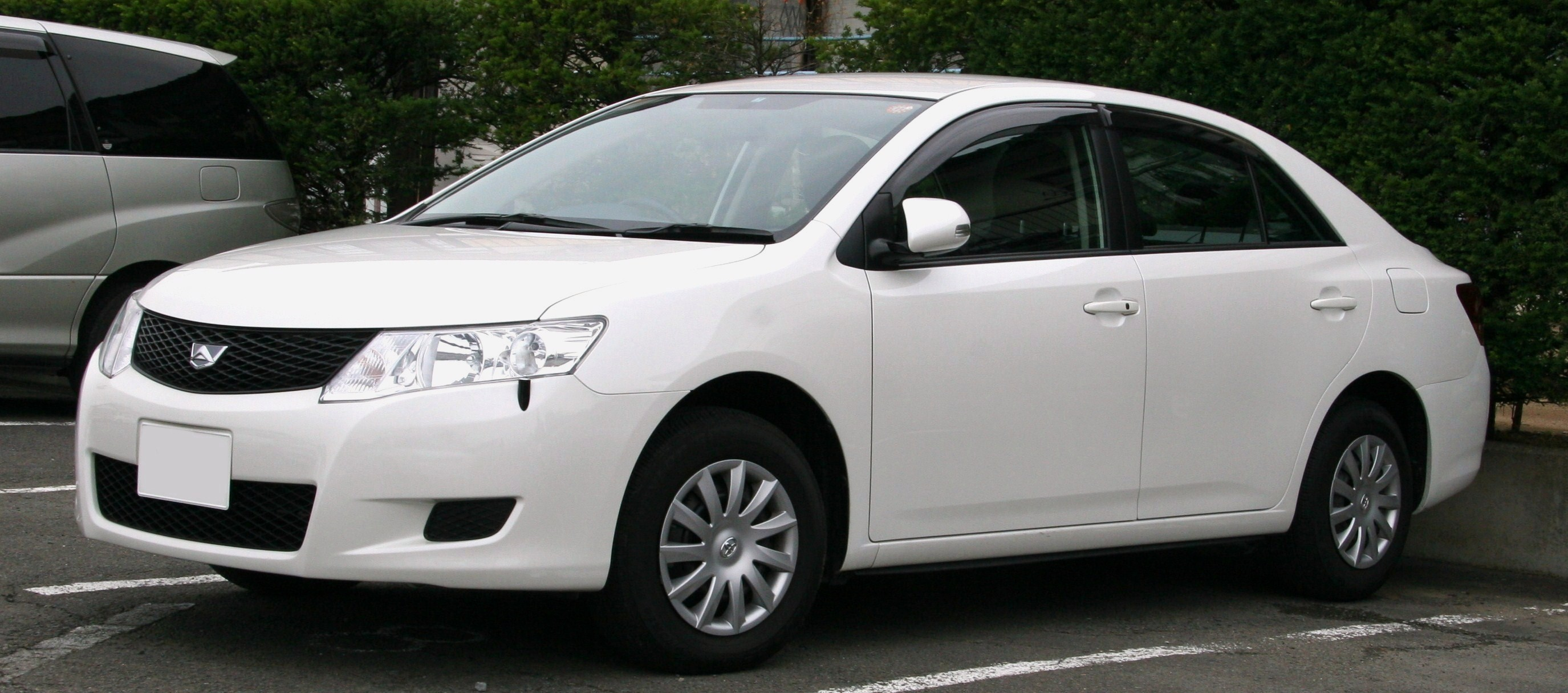
2007年6月発売型 A18 フロント（2007年6月 - 2010年6月）
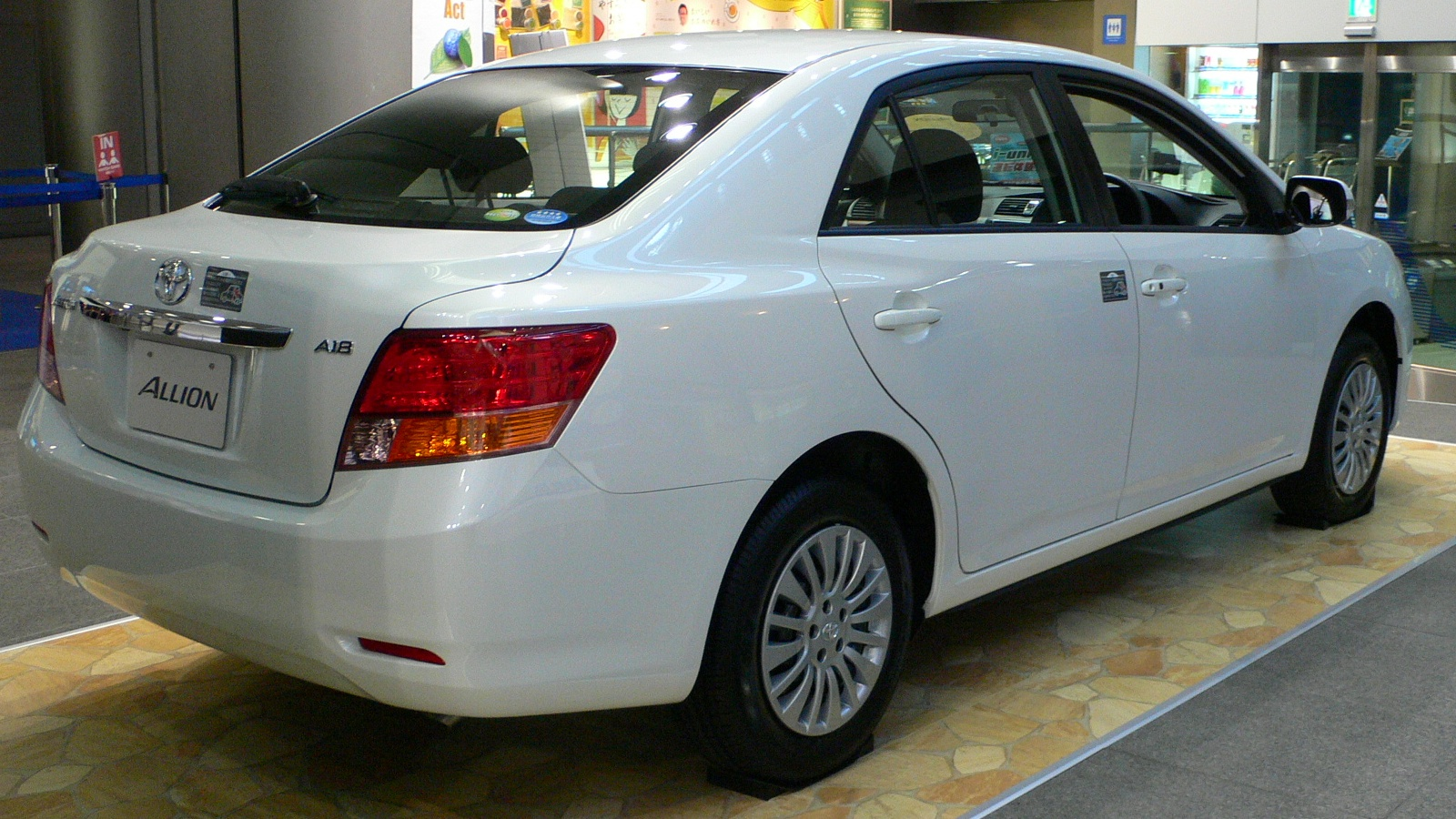
2007年6月発売型 A18 リア
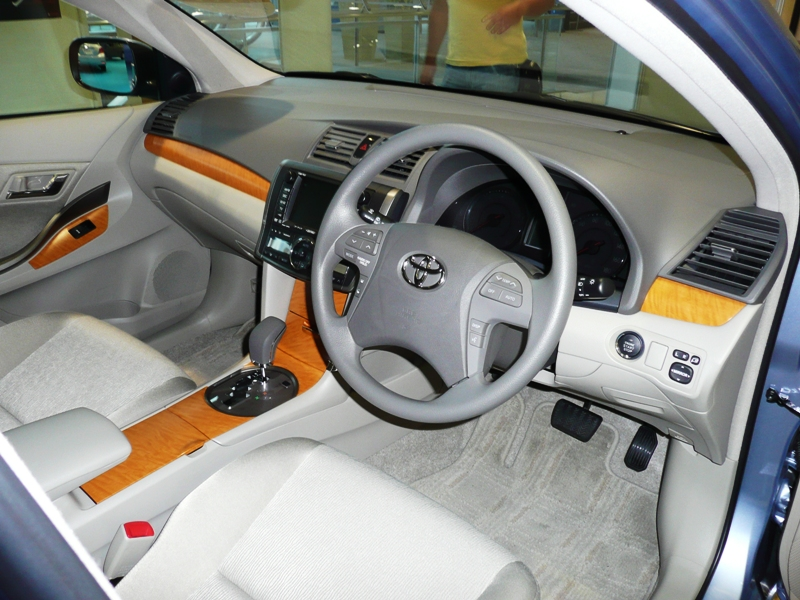
車内（2007年6月発売型）
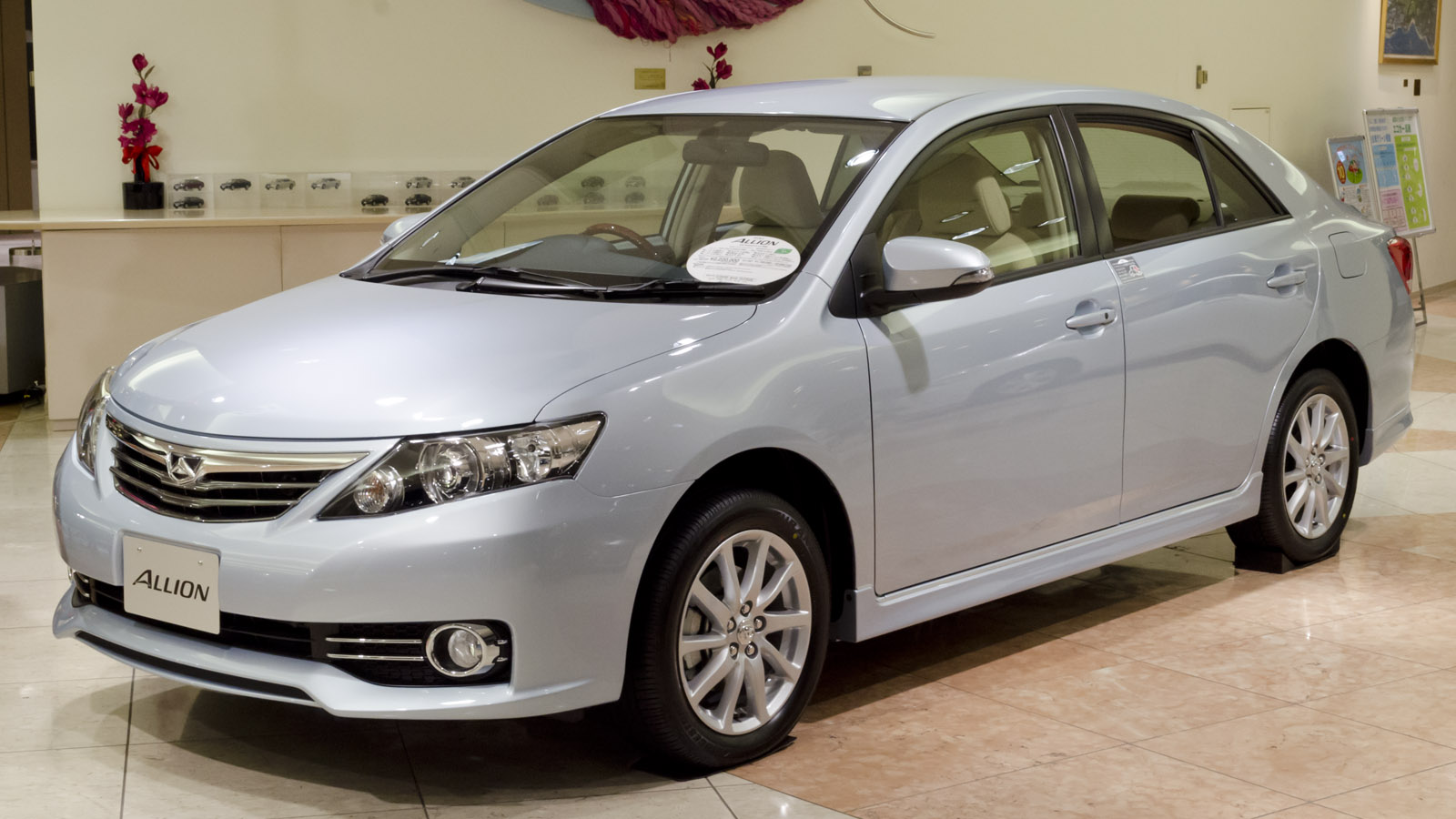
2012年12月改良型 （2012年12月-2016年6月）
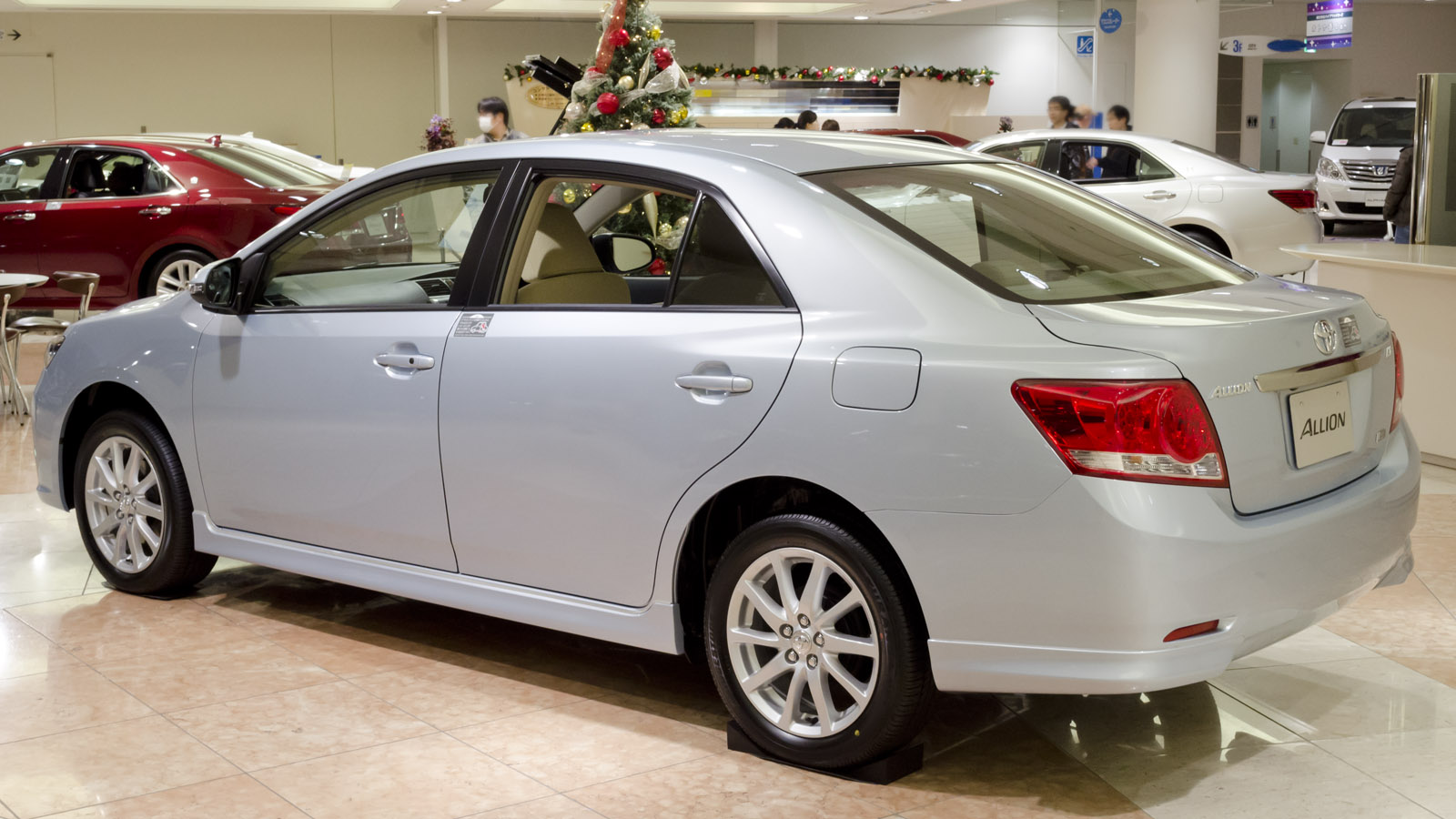
2012年12月改良型・リア

## 3代目 EA10型 （2021年 - ）
中国仕様トヨタ・カローラをベースに、独自の内外装を施し、ホイールベースを延長した仕様で、中国第一汽車集団との合弁メーカーである、一汽豊田が販売する。エクステリアデザインは、水平基調のフロントメッキグリルや横方向に広がるロアグリルによって、ワイドなスタイルを強調。リアデザインは、ベースとなる日本国外仕様のカローラと同様のテールライトデザインである。アルミホイールはスポークタイプを採用し、ミシュラン製パイロットスポーツ4タイヤを標準装備。パワートレインは新開発のTNGA 2.0Lエンジンを搭載し、小型・軽量・低重心で力強いパワーを実現。また、最大出力126kW、驚異の熱効率で驚異的な燃費を実現している。そのほか、装備面では8インチディスプレイオーディオまたは9インチナビゲーションシステムを搭載。USBポートにおいても後席を重視しているため、後席用に2ポートが用意されている。また、中国ならではの仕様としてPM2.5フィルター機能付きオートエアコンや、PM2.5濃度表示システムなども採用されている。プラットフォームには、TNGAを採用し、低重心ボディを実現している。サスペンションは、フロントにマクファーソン独立懸架、リヤにダブルウィッシュボーン独立懸架を採用し、ロングホイールベースの車体に最適な調整を行い、車体の安定性を高め、よりセンシティブで快適な乗り心地を実現している。 価格は、14万2800人民元（約243万円）から17万9800人民元（約305万円）となっており、位置づけとしては、カローラとアバロンの中間を担う車種となっている。　

### 年表
2020年11月20日、広州モーターショーにて、新型「アリオン」を世界初公開。

## 2020年4月30日までの取扱店
- トヨタ店
  - 大阪府のみトヨペット店（大阪トヨペット）で取扱っていたが、名称変更により2006年8月8日をもってトヨタ店（大阪トヨタ）の販売になった。
  - 東京都では、以前は東京トヨタで取扱っていたが、2019年4月1日の販売チャネル制度廃止に伴い、全販売店（トヨタモビリティ東京、カローラ店系列のトヨタ西東京カローラ、ネッツ店系列のネッツトヨタ多摩とネッツトヨタ東都）で姉妹車のプレミオ共々取り扱う。

## 車名の由来
All in One （オール・イン・ワン）を略したものである。すべてのジャンルのクルマの良さをこのクルマ1台に集約する、という思いで作った言葉となっている。